# Lista över svenska statsfruar
Detta är en lista över svenska statsfruar.
Tjänsten var mellan 1774 och 1978 titeln för en gift hovdam, och fördelad på flera personer. Tjänsten omvandlades till en chefstjänst 1978.

## Statsfruar

### Titel
| Ämbetstid | Namn                                       | Levnadstid | Statsfru hos                                  |
| --------- | ------------------------------------------ | ---------- | --------------------------------------------- |
|           | Ulrika Eleonora Örnsköld                   | 1739–1809  |                                               |
| 1774–     | Magdalena Margareta Stenbock               | 1744–1822  |                                               |
| 1774–     | Hedda von Fersen                           | 1753–1792  |                                               |
| 1774–1780 | Hedda Piper                                | 1746–1812  | Sofia Magdalena av Danmark                    |
| 1774–1795 | Charlotta Cedercreutz                      | 1736–1815  | Sofia Magdalena av Danmark                    |
| 1774–     | Christina Eleonora Mörner                  | 1735–1786  | Sofia Magdalena av Danmark                    |
| 1775–1795 | Ulla von Höpken                            | 1749–1810  | Sofia Magdalena av Danmark                    |
| 1776–1795 | Ulrika Eleonora von Berchner               | 1739–1809  | Sofia Magdalena av Danmark                    |
| 1776–     | Louise Meijerfeldt                         | 1745–1817  | Sofia Magdalena av Danmark                    |
| 1777–1795 | Augusta Löwenhielm                         | 1754–1846  | Sofia Magdalena av Danmark                    |
| 1777–1781 | Catharina Vilhelmina Ehrensvärd            | 1754–1798  | Lovisa Ulrika av Preussen                     |
| 1781–1795 | Caroline Lewenhaupt                        | 1754–1826  |                                               |
|           | Hedvig Sofia von Rosen                     | 1734–1809  |                                               |
| 1800–     | Charlotte Stjerneld                        | 1766–1825  |                                               |
| 1800–     | Hedvig Amalia Charlotta Klinckowström      | 1777–1810  | Fredrika av Baden                             |
| 1800–     | Christina Charlotta Frölich                | 1771–1830  | Fredrika av Baden                             |
| 1800–1809 | Charlotta Aurora De Geer                   | 1779–1834  | Fredrika av Baden                             |
|           | Ebba Maria Ruuth                           | 1786–1842  |                                               |
| 1807–     | Johanna Vilhelmina Louisa Henrietta Pollet | 1779–1857  | Fredrika av Baden                             |
| 1808–1818 | Hedvig Eleonora Modée                      | 1774–1823  |                                               |
| 1809–1818 | Ebba Modée                                 | 1775–1840  | Hedvig Elisabet Charlotta av Holstein-Gottorp |
| 1818      | Hedvig Eleonora Modée                      | 1774–1823  |                                               |
| 1823–1838 | Jacquette Löwenhielm                       | 1797–1839  | Hedvig Elisabet Charlotta av Holstein-Gottorp |
| 1823–1829 | Vilhelmina Gyldenstolpe                    | 1779–1858  | Drottning Desideria                           |
| 1825–1841 | Eva von Knorring                           | 1798–1877  | Drottning Desideria                           |
| 1829–     | Adelaide Sofia Vilhelmina Carolina Marx    | 1801–1863  |                                               |
| 1836–1861 | Clara Bonde                                | 1806–1899  | Drottning Desideria                           |
| 1840–1850 | Elisabet Piper                             | 1811–1879  | Drottning Desideria                           |
| 1862–1871 | Anne-Malène Piper                          | 1819–1875  |                                               |
| 1862–1871 | Ottiliana Sparre                           | 1820–1900  | Lovisa av Nederländerna                       |
| 1863–1871 | Malvina De la Gardie                       | 1824–1901  |                                               |
| 1864–1871 | Josephine Sparre                           | 1829–1892  |                                               |
| 1872–1872 | Hedvig Bråkenhielm                         | 1841–1930  |                                               |
| 1880–1915 | Anna von Krusenstjerna                     | 1847–1915  | Sofia av Nassau                               |
| 1883–     | Hedvig Munck                               | 1846–1924  |                                               |
| 1883–     | Alice Gyldenstolpe                         | 1850–1927  |                                               |
| 1890–     | Elisabeth Wachtmeister                     | 1834–1918  |                                               |
| 1890–     | Jeanna von Rosen                           | 1849–1922  |                                               |
| 1890–     | Anna von Krusenstjerna                     | 1847–1915  |                                               |
| 1905–     | Anna Edelstam                              | 1848–1922  |                                               |
| 1908–     | Cecilia af Klercker                        | 1869–1951  | Victoria av Baden                             |
| 1908–     | Lotten Rosenblad                           | 1860–1919  | Victoria av Baden                             |
| 1908–1943 | Amelie Berch                               | 1862–1947  |                                               |
| 1916–     | Helene Taube                               | 1860–1930  |                                               |
| 1924–     | Ruth von Essen                             | 1880–1972  | Victoria av Baden                             |
| 1931–1950 | Mary Boström                               | 1888–1966  |                                               |
| 1940–     | Alice Keiller                              | 1869–1968  |                                               |
| 1940–     | Märta Palmstierna                          | 1874–1958  |                                               |
| 1944–     | Märta af Klercker                          | 1882–1966  |                                               |

### Chefstjänst
| Ämbetstid | Namn                        | Levnadstid | Statsfru hos |
| --------- | --------------------------- | ---------- | ------------ |
| 1978–1993 | Alice Trolle-Wachtmeister   | 1926–2017  |              |
| 1993–2003 | Louise Lyberg               | 1932–2024  |              |
| 2003–2015 | Kirstine von Blixen-Finecke | 1945–      |              |
| 2016–     | Anna Hamilton               | 1966–      |              |